# Megastylus pleuralis
Megastylus pleuralis là một loài tò vò trong họ Ichneumonidae.